# Haui

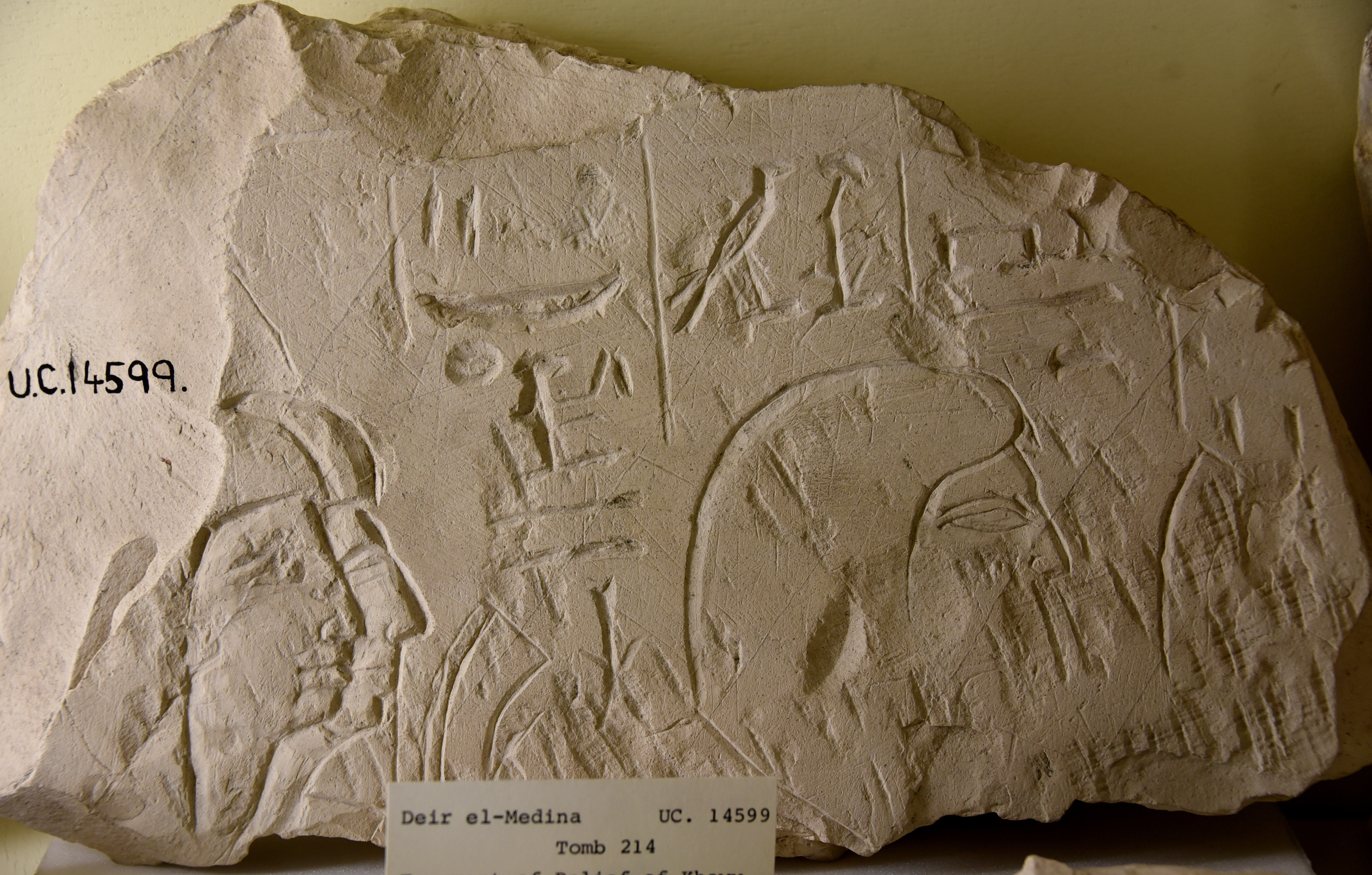
Haui reliefjének töredéke

Haui az ókori egyiptomi XIX. dinasztia idején élt, II. Ramszesz uralkodása alatt. „Az Igazság helyének őre” és az opeti Ámon szolgálója volt; Dejr el-Medina településen (ókori nevén Szet Maat, „az Igazság helye”) élt, az NE XV jelű házban. Háza mellett sírjából (TT214) és sok más feliratról is ismert.

## Említései
- Sírja, a Deir el-Medina-i TT214 egy udvarból, egy kápolnából és több, föld alatti helyiségből áll, melyek egyike sírkamraként szolgált.[1][2]
- Sírjából előkerült usébtiládája.[1][2]
- Deir el-Medina-i házából előkerült ajtókereten és kőtöredékeken is szerepel a neve.[2]
- Egy ajtókerete ma a torinói Egyiptomi Múzeumban található (N. 50207 és 50211), ezen Ámon-Réhez és Honszuhoz szóló áldozati szöveg olvasható.[1][2]
- Egy áldozati asztal ma a hágai Sheurleer Museumban található, rajta Ré-Harahtihoz és Oziriszhez szóló áldozati szövegek olvashatóak.[1][2]
- Paszer vezír sztéléjén, mely ma a kairói Egyiptomi Múzeumban található (JdE 72021), a vezír és II. Ramszesz Hathort imádja, Haui az alsó regiszterben látható.[2]
- Egy sztélén, amely Ámont ábrázolja napbárkán, Haui és felesége, Taweret térdel és az isteneket imádja.[2]
- Egy sztélétöredéken Haui Ámon-Ré-Atumot imádja.[2]
- Említi egy nyugat-thébai graffito, melyen címei: az Igazság Helyének őre, az Örökkévalóság Helyének őre, a Két Föld urának őre, az Igazság helyének szolgálója.[2]

## Fordítás
- Ez a szócikk részben vagy egészben  a   Khawy című angol Wikipédia-szócikk ezen változatának fordításán alapul.  Az eredeti cikk szerkesztőit annak laptörténete sorolja fel. Ez a jelzés csupán a megfogalmazás eredetét és a szerzői jogokat jelzi, nem szolgál a cikkben szereplő információk forrásmegjelöléseként.